# Papšíkov
Papšíkov je vesnice v katastrálním území Poděbaby města Havlíčkův Brod v kraji Vysočina. Nachází se jihozápadně od centra Havlíčkova Brodu. Dělí se na dvě základní sídelní jednotky – východně položený Dolní Papšíkov, jehož zastavěné území téměř navazuje na zastavěné území Havlíčkova Brodu, a Horní Papšíkov, který leží více na západě a jeho zastavěné území stojí zcela samostatně. V roce 2011 žilo v obou Papšíkovech 218 obyvatel v 73 domech.
V Dolním Papšíkově je registrováno 31 čísel popisných, v Horním Papšíkově 42 čísel popisných. V Horním Papšíkově se nachází křižovatka silnic III/34740 (vede z Březinky přes Hurtovu Lhotu, Poděbaby a Horní a Dolní Papšíkov do Havlíčkova Brodu) a III/34759 (vede z Horního Papšíkova do Veselic). Jižně od obou Papšíkovů se nachází letiště Havlíčkův Brod.
| Rok            | 1869 | 1880 | 1890 | 1900 | 1910 | 1921 | 1930 | 1950 | 1961 | 1970 | 1980 | 1991 | 2001 | 2011 |
| -------------- | ---- | ---- | ---- | ---- | ---- | ---- | ---- | ---- | ---- | ---- | ---- | ---- | ---- | ---- |
| Počet obyvatel | 91   | 101  | 128  | 144  | 186  | –    | 147  | –    | –    | 211  | 188  | 174  | 193  | 218  |
| Počet domů     | 15   | 16   | 16   | 16   | 18   | 20   | 23   | –    | –    | 49   | 53   | 60   | 64   | 73   |